# 松柏山水库
松柏山水库是中国贵州省贵阳市花溪区境内的一座水库，位于乌江水系南明河上，建于1987年。水库正常库容为3240万立方米，集雨面积为127平方千米，海拔为1178.5米。